# Ukraine ved sommer-OL 2020
Ukraine deltog under Sommer-OL 2020 i Tokyo som blev afviklet i perioden 23. juli til 8. august 2021.

## Medaljer
| 2020 Tokyo | Guld | Sølv | Bronze | Total |
| Ukraine    | 1    | 6    | 12     | 19    |

### Medaljevinderne
| Ukraine under sommer-OL 2020 i Tokyo | Ukraine under sommer-OL 2020 i Tokyo | Ukraine under sommer-OL 2020 i Tokyo | Ukraine under sommer-OL 2020 i Tokyo | Ukraine under sommer-OL 2020 i Tokyo |
| Medalje                              | Navn | Sport                                | Event                                | Dato                                 |
| ------------------------------------ | --- | ------------------------------------ | ------------------------------------ | ------------------------------------ |
| Guld                                 | Zhan Beleniuk | Brydning                             | Mændenes 87 kg græsk-romersk stil    | 4. august                            |
| Sølv                                 | Mykhailo Romanchuk | Svømning                             | 1500 m fri                           | 1. august                            |
| Sølv                                 | Parviz Nasibov | Brydning                             | Mændenes 67 kg græsk-romersk stil    | 4. august                            |
| Sølv                                 | Anzhelika Terliuga | Karate                               | Women's 55 kg                        | 5. august                            |
| Sølv                                 | Liudmyla Luzan Anastasiia Chetverikova | Kano og kajak                        | C2 500 m                             | 7. august                            |
| Sølv                                 | Oleksandr Khyzhniak | Boksning                             | Men's middleweight                   | 7. august                            |
| Sølv                                 | Olena Starikova | Cykling                              | Women's sprint                       | 8. august                            |
| Bronze                               | Daria Bilodid | Judo                                 | Women's 48 kg                        | 24. juli                             |
| Bronze                               | Ihor Reizlin | Fægtning                             | Herrernes kårde                      | 25. juli                             |
| Bronze                               | Olena Kostevych Oleh Omelchuk | Skydning                             | Mixed 10 metre air pistol team       | 27. juli                             |
| Bronze                               | Mykhailo Romanchuk | Svømning                             | Men's 800 metre freestyle            | 29. juli                             |
| Bronze                               | Elina Svitolina | Tennis                               | Women's singles                      | 31. juli                             |
| Bronze                               | Alla Cherkasova | Brydning                             | Damernes 68 kg fristil               | 3. august                            |
| Bronze                               | Marta Fiedina Anastasiya Savchuk | Synkronsvømning                      | Women's duet                         | 4. august                            |
| Bronze                               | Iryna Koliadenko | Brydning                             | Damernes 62 kg fristil               | 4. august                            |
| Bronze                               | Liudmyla Luzan | Kano og kajak                        | C1 200 meter                         | 5. august                            |
| Bronze                               | Stanislav Horuna | Karate                               | Men's 75 kg                          | 6. august                            |
| Bronze                               | Maryna Aleksiiva Vladyslava Aleksiiva Marta Fiedina Kateryna Reznik Anastasiya Savchuk Alina Shynkarenko Kseniya Sydorenko Yelyzaveta Yakhno | Synkronsvømning                      | Women's team                         | 7. august                            |
| Bronze                               | Yaroslava Mahuchikh | Atletik                              | Kvindernes højdespring               | 7. august                            |